# Паломар
Вижте пояснителната страница за други значения на Паломар.
Паломар (на испански: El Palomar) е град в провинция Буенос Айрес, източна Аржентина. Населението му е около 59 000 души (2010).
Разположен е на 6 метра надморска височина в Лаплатската низина, на 16 километра югозападно от брега на Ла Плата и на 20 километра западно от центъра на Буенос Айрес. Селището възниква през 1910 година около новоизградена гара на железопътната линия Буенос Айрес-Мендоса. Днес там се намират Националният военен колеж, голяма военновъздушна база и завод за сглобяване на автомобили на „Груп ПСА“.